# Nicki Aycox
Nicki Lynn Aycox (26 de mayo de 1975-California, 16 de noviembre de 2022) fue una actriz estadounidense.

## Vida personal
Aycox nació en Hennessey, Oklahoma. Tenía un hermano menor, Steve. Hablaba con fluidez el alemán, según dijo en una entrevista con la revista Jack. También tenía una herencia indígena.
Aycox murió el 16 de noviembre de 2022 tras una batalla contra la leucemia. Luchó contra la enfermedad durante más de un año.

## Carrera
Aycox comenzó a actuar a una edad temprana. Tocaba el piano y cantaba en concursos de belleza de niña.
Algunos de sus papeles incluyen a Syl en la serie Dark Angel, una animadora psíquica en Jeepers Creepers 2, y Stella Vesey en Ed. También tuvo una temporada como la hermana del detective Rush en la serie Cold Case y como Brenda "Mrs. B" Mitchell en la serie Over There. Fue la primera actriz en aparecer en CSI: Crime Scene Investigation como la hija adicta a las drogas de Jim Brass, Ellie.
Tuvo un papel recurrente como Meg Masters en la primera temporada de Supernatural. Tuvo un papel en Criminal Minds como Amber Canardo, una villana psicópata en el episodio "The Perfect Storm". Desde 2009 estuvo interpretando a "Jaimie Allen" (una policía encubierta de Los Ángeles) en Dark Blue.

## Filmografía
| Año  | Película                         | Papel                               | Nota |
| ---- | -------------------------------- | ----------------------------------- | --- |
| 1996 | Weird Science                    | Tammy                               | 1 episodio, "Community Property" |
| 1997 | Defying Gravity                  | Gretchen                            | (como Nicki Lynn Aycox) |
| 1997 | Double Tap                       | Adolescente                         | (como Nicki Lynn Aycox) |
| 1997 | 3rd Rock from the Sun            | Alyson                              | 1 episodio, "I Brake for Dick" (como Nicki Lynn Aycox) |
| 1997 | USA High                         | Katherine Hanley                    | 2 episodios, "Love Is Blind" y "Au Revoir Katherine" (como Nicki Lynn Aycox) |
| 1997 | Boy Meets World                  | Jennifer                            | 1 episodio, "Fraternity Row" (como Nicki Lynn Aycox) |
| 1998 | Significant Others               | Brittany                            | 3 episodios, "The Shoot", "My Left Kidney" y "The Plan" |
| 1999 | The Dogwalker                    | Susan                               | (como Nicki Lynn Aycox) |
| 1999 | L.A. Heat                        | Betty Joe                           | 1 episodio, "Rage" |
| 1999 | Providence                       | Lily Gallagher                      | 7 episodios, "Pig in Providence", "Saint Syd", "Family Tree", "Good Fellows", "Two to Tango", "Guys and Dolls", "Heaven Can Wait"                                                                                             |
| 1999 | Cruel Justice                    | Amy Metcalf                         | Película de televisión |
| 1999 | Ally McBeal                      | Kim Puckett                         | 1 episodio, "Seeing Green" (como Nicki Lynn Aycox) |
| 1999 | The X-Files                      | Chastity Raines                     | 1 episodio, "Rush" |
| 2000 | Opposite Sex                     | Joely                               | 1 episodio, "The Homosexual Episode" (como Nicki Lynn Aycox) |
| 2000 | Crime and Punishment in Suburbia | Cecil                               | |
| 2001 | Rave Macbeth                     | Lidia                               | |
| 2001 | Dark Angel                       | Syl                                 | 1 episodio, "...and Jesus Brought a Casserole" |
| 2001 | CSI: Crime Scene Investigation   | Ellie Rebecca Brass                 | 1 episodio, "Ellie" |
| 2002 | Slap Her... She's French         | Tanner Jennings                     | |
| 2002 | Ed                               | Stella Vessey                       | 6 episodios, "Happily Ever After", "Best Wishes", "The Movie", "Good Advice", "Blips" y "The Wedding", 2002–2004 |
| 2002 | Family Law                       | Patty Michel                        | 1 episodio, "Children of a Lesser Dad" |
| 2002 | The Twilight Zone                | Ricki                               | 1 episodio, "Sanctuary" |
| 2003 | Jeepers Creepers II              | Minxie Hayes                        | Personaje principal |
| 2003 | Momentum                         | Tristen Geiger                      | Película de televisión |
| 2003 | The Howard Stern Show            | Ella misma                          | 1 episodio, "15 September 2003" |
| 2004 | Dead Birds                       | Annabelle                           | |
| 2004 | Cold Case                        | Christina Rush                      | 12 episodios, "Red Glare", "Mind Hunters", "Discretion", "Yo, Adrian", "Revolution", "Wishing", "Schadenfreude", "Kensington", "Time to Crime" and "Creatures of the Night", 2004–2005; "Almost Paradise" y "Shattered", 2010 |
| 2004 | LAX                              | Christine                           | 3 episodios, "Secret Santa", "Cease & Assist" y "Mixed Signals", 2004–2005 |
| 2004 | Las Vegas                        | Tammi Campbell                      | 1 episodio, "You Can't Take It with You" |
| 2005 | Showboat & Boonie                | Ella misma                          | Directa a vídeo |
| 2005 | Tom 51                           | Bridget                             | |
| 2005 | Over There                       | Pvt. Brenda "Mrs. B." Mitchell      | 10 episodios, "Over There", "Roadblock Duty", "The Prisoner", "I Want My Toilets", "Embedded", "Mission Accomplished", "Situation Normal", "Spoils of War", "Weapons of Mass Destruction" y "Follow the Money"                |
| 2006 | Supernatural                     | Meg Masters                         | 5 episodios, "Scarecrow", "Shadow", "Salvation", "Devil's Trap" y "Are You There God? It's Me, Dean Winchester", 2006–2008 |
| 2006 | Criminal Minds                   | Amber Canardo                       | 1 episodio, "The Perfect Storm" |
| 2007 | Perfect Stranger                 | Grace                               | |
| 2007 | John from Cincinnati             | Jane                                | 1 episodio, "His Visit: Day Six" |
| 2008 | Mercenary                        | Chica                               | |
| 2008 | The X-Files: I Want to Believe   | Cheryl Cunningham (segunda víctima) | |
| 2008 | Joy Ride 2: Dead Ahead           | Melissa (aka Goldie Locks)          | Directamente a vídeo |
| 2008 | Animals                          | Nora                                | |
| 2008 | Law & Order                      | Kate Westwood                       | 1 episodio, "Bogeyman" |
| 2009 | Dark Blue                        | Jaimie Allen                        | Personaje principal |
| 2010 | Lifted                           | Lisa Matthews                       | |
| 2010 | Christina                        | Christina Vogel                     | |